# Antoni Jan Narbutt
Antoni Jan Narbutt herbu Trąby – stolnik lidzki w latach 1784-1795, podczaszy lidzki w latach 1772-1784, koniuszy lidzki w latach 1767-1772.
Poseł na sejm 1778 roku z powiatu lidzkiego.